# Église Sainte-Jeanne-de-Chantal de Paris
Pour les articles homonymes, voir Église Sainte-Jeanne-de-Chantal.
L’église Sainte-Jeanne-de-Chantal (placée sous l’invocation de sainte Jeanne de Chantal) est une église de culte catholique située à Paris dans le 16e arrondissement, donnant sur la place de la Porte-de-Saint-Cloud à la porte de Saint-Cloud. Elle est de style romano-byzantin.

## Historique
L'église est édifiée à partir de 1933 selon les plans de l'architecte Julien Barbier (1869-1940),. Après les bombardements de la Seconde Guerre mondiale, sa restauration et ses transformations jusqu'en 1962 suivent les plans de Charles Nicod (1878-1967). L'église a la particularité d'avoir un clocher indépendant.
Jean-Marie Lustiger en a notamment été le curé de 1969 à 1979, avant d'être nommé évêque d'Orléans, puis de Paris. André Vingt-Trois y a exercé comme vicaire.

## Les cloches
Le clocher abrite une sonnerie de quatre cloches de volée.
À part la plus grosse cloche, les trois autres ont été fondues lundi 12 juillet 2004 par la fonderie Cornille-Havard de Villedieu-les-Poêles.
- Marie-Bernadette : La 3 - 360 kilos, fondue en 1937 par Louis Bollée, fondeur à Orléans
- Esther : Si 3 - 283 kilos
- Françoise : Do # 4 - 217 kilos
- Jeanne : Mi 4 - 157 kilos

Inscription figurant sur le bord des cloches :
- Esther : « Le Seigneur a sauvé son peuple, Dieu a accompli des prodiges et des merveilles » (Livre d’Esther)
- Françoise : « C’est là où Dieu nous a plantés qu’il nous faut savoir fleurir » (Saint-François de Sales)
- Jeanne : « A qui se confie à lui, Dieu ne manque jamais » (Jeanne de Chantal)
Les trois cloches de 2004 ont été très richement décorées par l’artiste Marc-Antoine Orellana (de Grandcamp - Eure). Elles sont polychromes, c’est-à-dire qu’elles sont peintes, ce qui est rarissime en France. Les décors ont été colorés grâce à des encres et des pigments.
L’artiste Marc-Antoine Orellana avait déjà réalisé les décors des cloches du carillon de Honfleur (Notre-Dame de Grâce) en 1996 et du bourdon de la cathédrale de Bayonne en 2003. Après Sainte-Jeanne de Chantal, il réalise les décors de trois cloches pour la cathédrale de Sées en 2015.

## Galerie

Façade principale.
Façade latérale.

Abside.
Clocher.
Orgue.
Chœur.
Coupole.